# عائلة أورتيغا
عائلة أورتيغا (بالإنجليزية: Ortega family)‏ هي عائلة إسبانية وتعد خامس أغنى عائلة في العالم وأغنى عائلة في أوروبا. تأتي غالبية ثروة العائلة من شركة الملابس انديتكس (بالإنجليزية: Inditex)‏ ومتجرها الرئيسي زارا. اعتبارًا من نوفمبر 2018، بلغت القيمة الصافية لثروة العائلة 73.8 مليار دولار. رب الأسرة، الملياردير أمانسيو أورتيغا، هو سادس أغنى شخص في العالم .   

## الأسرة
- أمانسيو أورتيغا (من مواليد 1936)، رجل أعمال وملياردير، رئيس مجلس إدارة شركة انديتكس (بالإنجليزية: Inditex)‏، والمؤسس المشارك لشركة زارا، سادس أغنى شخص في العالم وكان سابقا أغنى شخص في العالم.[4][5]
- روزاليا ميرا (1934–2013)، سيدة أعمال ومقاولة ومليارديرة سابقة، مؤسس مشارك لزارا والزوجة السابقة لأمانسيو أورتيغا، أغنى امرأة في العالم تعتمد على ذاتها فقط.[6][7]
  - ساندرا أورتيغا ميرا (مواليد 1968)، ابنة أمانسيو أورتيغا وروزاليا ميرا، سيدة أعمال وملياديرة وتعد أغنى امرأة في إسبانيا [8] [9]
  - ماركوس أورتيجا ميرا (مواليد 1971)، ابن أمانسيو أورتيغا وروزاليا ميرا، يعاني من شلل دماغي [10] [11]
- فلورا بيريز ماركوتي، الزوجة الحالية لأمانسيو أورتيغا (الزواج. 2001) [12] [13]
  - مارتا أورتيغا بيريز (مواليد 1984)، ابنة أمانسيو أورتيغا وفلورا بيريز، مليارديرة ومتزوجة من كارلوس توريتا [14]

### حسب صافي الثروة
| الرتبة | الاسم                 | صافي الثروة             | المرجع |
| ------ | --------------------- | ----------------------- | ------ |
| 1      | أمانسيو أورتيغا       | 65.4 مليار دولار (2019) | [ 15 ] |
| 2      | ساندرا أورتيجا ميرا   | 6.3 مليار دولار (2019)  | [ 16 ] |
| 3      | روزاليا ميرا (متوفية) | 6.1 مليار دولار (2013)  | [ 17 ] |